# 陆秀轩
陆秀轩（1899年—1981年11月10日），原名毓灵，号秀轩，男，壮族，广西东兰人，中华人民共和国政治人物，曾任广西壮族自治区政协副主席。

## 生平
1925年参加东兰农运，1927年8月参加农民暴动。1929年12月参加百色起义，任东兰县苏维埃财经委员。同月加入红七军任军部庶务员。1931年3月加入中国共产党。历任湘赣省保卫局教导员、科长、红六军团科长，参加湘赣苏区反“围剩”与红六军团长征。抗战时期，历任八路军120师科长、支队政治处副主任、晋绥独立旅科长等职。解放战争时期，历任吕梁军区保卫部长、第七军政治部保卫部长、晋中军区卫生部政委、山西军区卫生部政委。建国后，任广西军区后勤部副政委、广西省委监委副书记、省监察厅厅长、区党委监委副书记、区党委统战部副部长、区政协副主席。1981年11月10日在南宁病故。